# Tønder Station
Tønder Station er en dansk jernbanestation i Tønder.
- Postkort fra 1918
- Perronerne set fra syd
- Perronerne i 2007 med både et dansk og et tysk tog
- Et nordfrakommende tog 2019
- Retningsskilte på perronen
- Banegårdsbygningen set fra vejsiden